# Lista bóstw etruskich

## Bogowie

### A
- Aita – bóstwo świata podziemnego, kojarzony z greckim Hadesem i z rzymskim Plutonem
- Ani – bóg nieba najwyższego, identyfikowany z rzymskim Janusem
- Aplu – odpowiednik greckiego Apollona

### C
- Charun – demon strzegący wrót podziemia, nazwa zapożyczona od greckiego Charona
- Culsans – bóg bram, także kojarzony z Janusem

### F
- Februus – bóg śmierci i oczyszczenia
- Fufluns – bóg życia roślin, szczęścia, zdrowia i wzrostu

### H
- Heracle, Hercle – wywodzący się z greckiej tradycji Herakles, przejęty przez Rzymian jako Herkules, łączący też elementy kultu fenickiego Malkarta, bohater broniący cywilizowany świat przed potworami i złymi mocami

### L
- Laran – bóg wojny, mąż Turan

### M
- Mantus – bóg świata podziemnego, mąż Manii
- Mariś – bóg rolnictwa, żyzności i płodności

### N
- Nethuns – bóg źródeł, później bóg wszelkich wód, przejęty przez Rzymian jako Neptun

### P
- Pacha – odpowiednik Bachusa

### S
- Satre – pierwowzór rzymskiego Saturna

- Selvans – bóg lasu, odpowiednik rzymskiego Silvanusa

- Sethlans – bóg ognia, kowalstwa i rzemiosła, odpowiednik greckiego Hefajstosa i rzymskiego Wulkana

### T
- Tages, etr. Tarchies – postać mityczna, ukazała się z bruzdy podczas orki, nauczył Etrusków składania ofiar bogom i przepowiadania przyszłości, identyfikowany bywa z synem Tarchona
- Tinia, Tin,Tins – najwyższy bóg w mitologii etruskiej, przewodniczący triadzie bóstw, kojarzony z greckim Zeusem i rzymskim Jowiszem
- Turms – bóg handlu, utożsamiany z greckim Hermesem

### V
- Veiovis, etr. Veive – bóg zemsty
- Voltumna – bóg ziemi, odpowiednik rzymskiego Wertumnusa

## Boginie
- Albina – bogini poranka i nieszczęśliwych kochanków
- Alpanu –  bogini podziemia
- Celu – bogini ziemi, kojarzona z grecką Gają
- Febris – bogini malarii i gorączki
- Leinth – bogini śmierci
- Mania – bogini zmarłych, żona Mantusa
- Menrva – należąca do najwyższej triady, bogini wojny, sztuki, mądrości i zdrowia, kojarzona z grecką Ateną i rzymską Minerwą
- Nortia – bogini losu
- Persipnei – królowa podziemia, powiązana z grecką Persefoną i rzymską Prozerpiną
- Semla – odpowiednik greckiej Semele
- Thalna – bogini porodu, żona Tina
- Thesan – bogini poranku i początku życia
- Turan – bogini miłości
- Uni – należąca do najwyższej triady, kojarzona z grecką Herą i rzymską Junoną
- Vanth – bogini podziemna